# Ea Drăng

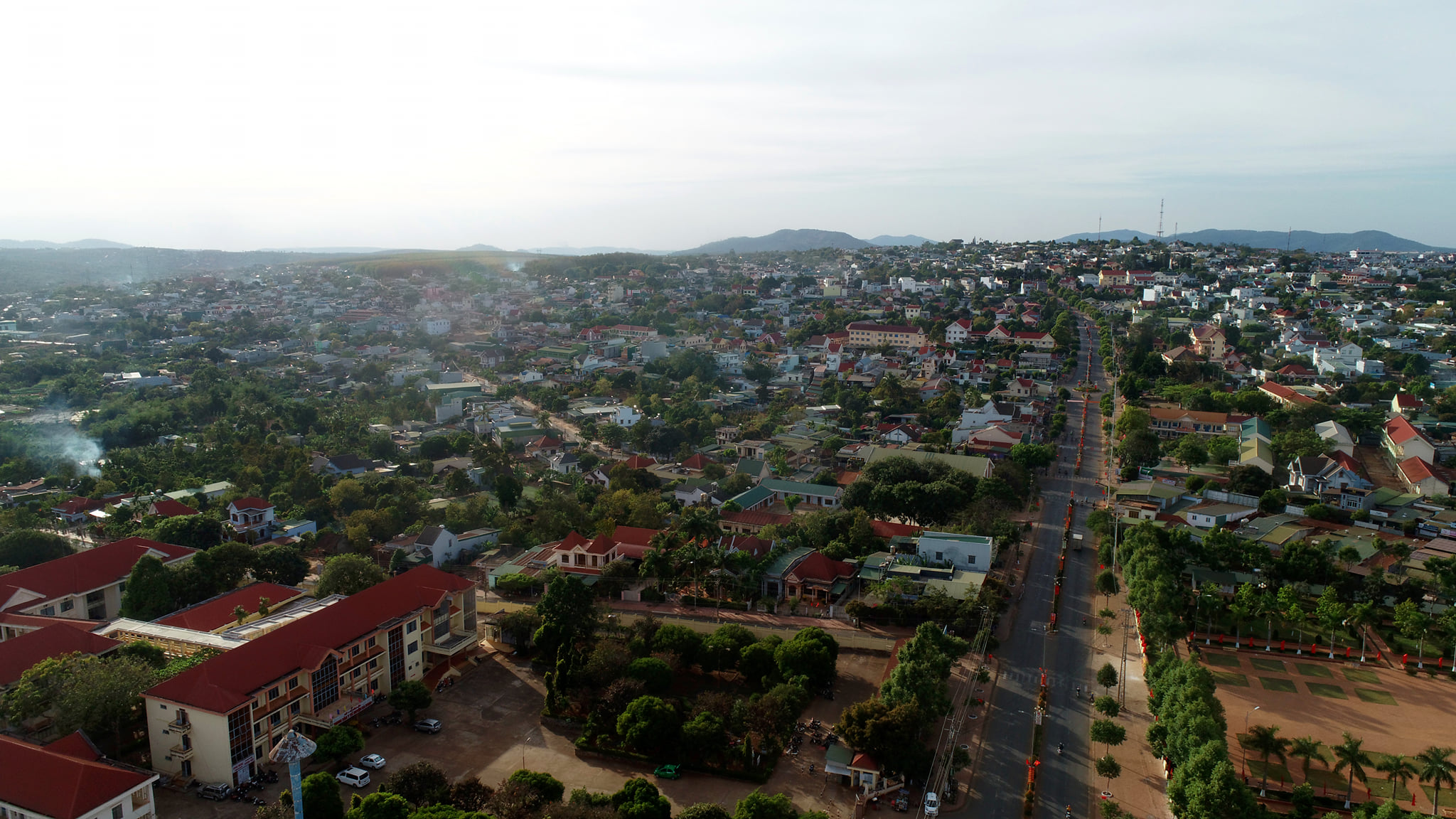
Thị trấn Ea Drăng năm 2020

Ea Drăng là xã của tỉnh Đắk Lắk, Việt Nam.

## Địa lý
Thị trấn Ea Drăng có diện tích 16,88 km², dân số năm 1999 là 15.325 người, mật độ dân số đạt 908 người/km². Đến năm 2014, dân số toàn thị trấn là 20.600 nhân khẩu.
Thị trấn là trung tâm của huyện Ea H'leo, giáp với tỉnh Gia Lai ở phía bắc, nằm ở vị trí giao lưu kinh tế khu vực Tây Nguyên thông qua QL14, ngoài ra còn có trục giao thông đông – tây nối liền cảng Vũng Rô (tỉnh Phú Yên) qua QL25 và tỉnh lộ 15 đến cửa khẩu Đắk Ruê (huyện Ea Súp).

## Hành chính
Thị trấn Ea Drăng được chia thành 13 tổ dân phố: 1, 2, 4, 5, 6, 7, 8, 9, 10, 11, 12, 13, 14 và 3 buôn: B'Lếch, Lê Đá, Lê B.

## Kinh tế - xã hội
Thị trấn Ea Drăng là trung tâm của huyện Ea H’Leo, nằm sâu trong vùng phía Bắc của tỉnh, cách TP Buôn Ma Thuột hơn 80 km. Sau 18 năm kể từ khi thành lập vào năm 1998, đã có những bước phát triển mạnh về kinh tế - xã hội, chất lượng cuộc sống của người dân đô thị nâng lên nhiều mặt. Tổng thu ngân sách năm 2014 đạt hơn 352 tỷ đồng, thu nhập bình quân đầu người năm 2014 hơn 30 triệu đồng (bằng 0,69 lần so với bình quân đầu người của cả nước), mức tăng trưởng kinh tế 3 năm gần đây đều đạt hơn 13%, 14%, tỷ lệ hộ nghèo trong khu dân cư tập trung hơn 4%.

### Giáo dục
Thị trấn Ea Drăng có 4 trường mầm non, 4 trường tiểu học, 4 trường THCS và 1 trường THPT.
Mầm non
- Trường mầm non tư thục Sao Mai: 325 Giải Phóng
- Trường mầm non thị trấn: 54 Trần Phú
- Trường mầm non Hoa Phong Lan: Nơ Trang Lơng
- Trường mầm non Bình Minh: Buôn Lê B.

Tiểu học
- Trường tiểu học Thuần Mẫn: TDP 5
- Trường tiểu học Lý Tự Trọng: TDP 6
- Trường tiểu học Kim Đồng: TDP 1
- Trường tiểu học Nơ Trang Lơng: Buôn Lê B.

THCS
- Trường THCS Ngô Quyền: TDP 2
- Trường THCS Lê Quý Đôn: TDP 6
- Trường THCS Nguyễn Văn Trỗi: Buôn Lê B.
- Trường PT DTNT THCS huyện Ea H'leo

THPT
- Trường THPT EaH'Leo: TDP 2.

## Giao thông
Thị trấn Ea Drăng có tuyến đường cấm xe tải và xe khách (xe bus, xe khách giường nằm) ở đường Điện Biên Phủ (đoạn từ cổng chào đến ngã tư đường Điện Biên Phủ - Trần Quốc Toản, Trường Chinh).
Thị trấn Ea Drăng có tuyến đường Hồ Chí Minh (QL14, AH17) đi qua, cách trung tâm thành phố Buôn Ma Thuột 79 km, cách trung tâm thành phố Pleiku 111 km, có tỉnh lộ 15 nối huyện Ea H'Leo (tỉnh Đắk Lắk) và thị xã Ayun Pa (tỉnh Gia Lai).
Tuyến chính
Giải Phóng (đường Hồ Chí Minh AH17), Điện Biên Phủ (TL 5), Xô Viết Nghệ Tĩnh, Trần Phú, Trần Quốc Toản, A ma Khê, Nguyễn Văn Cừ, Ngô Gia Tự, Nơ Trang Long, Phạm Văn Đồng, Nguyễn Văn Trỗi, Quang Trung, Nguyễn Chí Thanh, Lý Tự Trọng,...
Tuyến khác
Phan Chu Trinh, Nguyễn Thị Minh Khai, Phạm Hồng Thái, Y Jut, Mạc Thị Bưởi, Trường Chinh, Nguyễn Trãi, Lý Thường Kiệt,...